# Der kleine Häwelmann

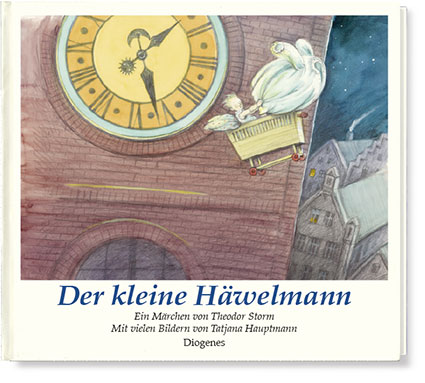
Ausgabe des Diogenes-Verlags

Der kleine Häwelmann ist ein Märchen von Theodor Storm, das er im Jahr 1849 für seinen Sohn Hans schrieb. Literaturwissenschaftlich gehört es zur Gruppe der Kunstmärchen. Der Erstdruck des Textes erschien 1850.

## Inhalt

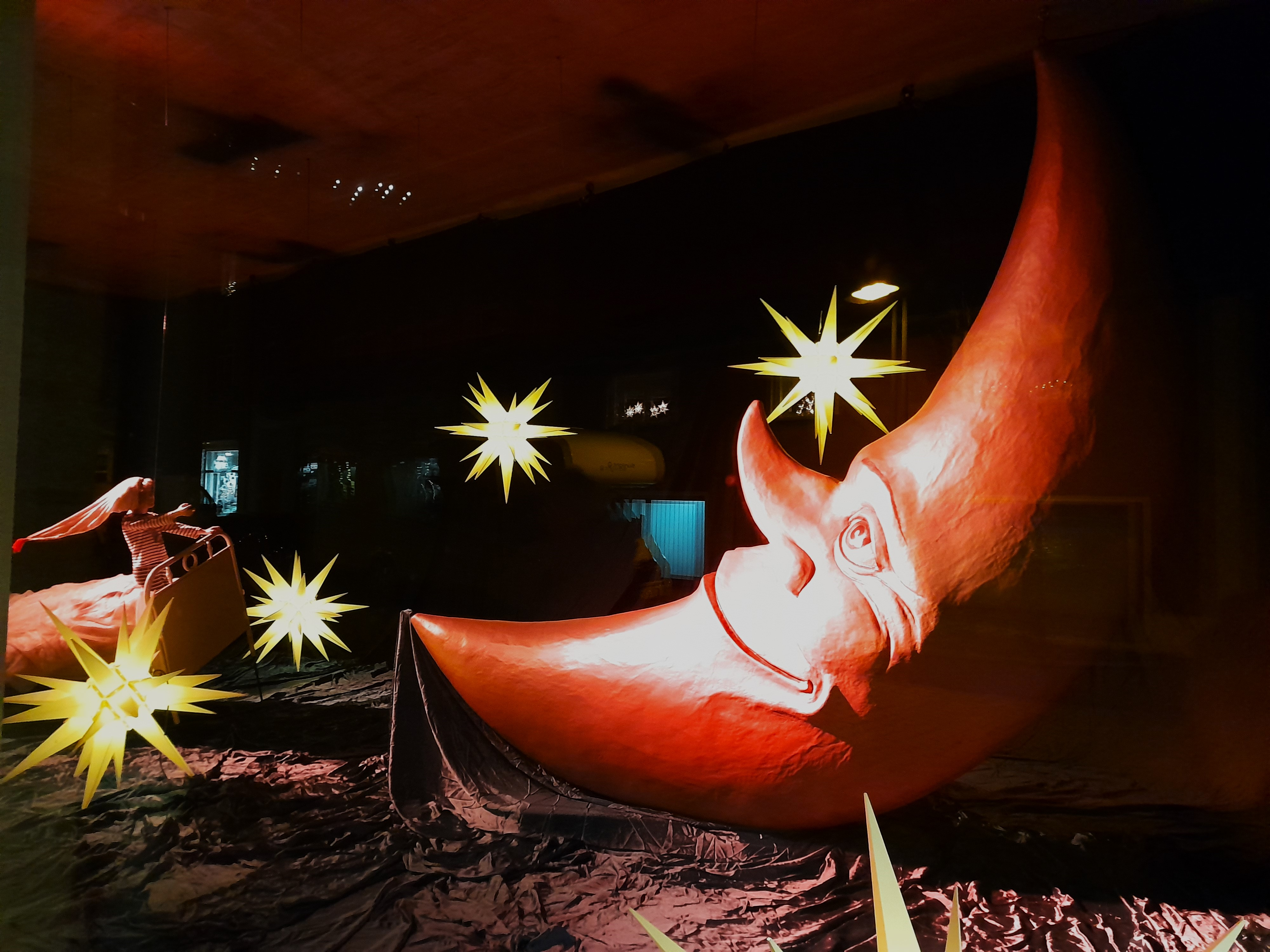
Funkelfenster Limbach-Oberfrohna, Der Kleine Häwelmann (2023)

Der kleine Häwelmann kann nicht einschlafen. Seine Mutter im großen Bett daneben rollt ihn noch in seinem Rollenbettchen ein wenig im Halbschlaf hin und her, aber dann schläft sie fest ein. Der kleine Häwelmann ist aber immer noch munter. Der Mond schaut durch das Fenster und sieht, wie er sich aus seinem Nachthemd ein Segel gebaut hat und mit seinem Rollenbett im Zimmer umherrollt.

Als er drei Mal die Reise gemacht hatte, guckte der Mond ihm plötzlich ins Gesicht. „Junge“, sagte er, „hast du noch nicht genug?“

„Nein“, schrie Häwelmann, „mehr, mehr! Mach mir die Tür auf! Ich will durch die Stadt fahren; alle Menschen sollen mich fahren sehen.“
„Das kann ich nicht“, sagte der gute Mond; aber er ließ einen langen Strahl durch das Schlüsselloch fallen; und darauf fuhr der kleine Häwelmann zum Hause hinaus.

In der Stadt schlafen aber alle und das ist ihm zu langweilig. Darum will er in den Wald zu den Tieren. Im Wald schlafen aber die Tiere auch, außer Hinze, einem kleinen Kater, der von Ast zu Ast springt und „illuminiert“, das heißt mit seinen funkelnden Augen die Sterne imitiert. Doch Häwelmann ist es auch hier langweilig, und er ruft wieder „mehr, mehr!“
Der kleine Häwelmann fährt schließlich bis zum Ende der Welt und mitten in die Sterne am Himmel hinein, so dass etliche vom Himmel fallen; dem Mond rollt er frech über die Nase. Das ärgert den Mond so sehr, dass er sein Licht auslöscht und nun auch die Sterne schlafen gehen. Häwelmann fährt weiter umher, bis schließlich die Sonne aufgeht und ihn ins Meer wirft.
Jetzt darf das Kind, dem das Märchen erzählt wurde, fragen:

Und dann?
Ja und dann? Weißt du nicht mehr? Wenn ich und du nicht gekommen wären und den kleinen Häwelmann in unser Boot genommen hätten, so hätte er doch leicht ertrinken können!

## Vorangestelltes Gedicht
In der Ausgabe von 1926 wird das folgende Gedicht vorangestellt, das Theodor Storm an seine Söhne Hans (Strophen 1 und 2) und Ernst (Strophe 3) gerichtet hat.:
Auf meinem Schoße sitzet nun

Und ruht der kleine Mann;

Mich schauen aus der Dämmerung

Die zarten Augen an.

Er spielt nicht mehr, er ist bei mir,

Will nirgend anders sein;

Die kleine Seele tritt heraus

Und will zu mir herein.

Mein Häwelmann, mein Bursche klein,

Du bist des Hauses Sonnenschein,

Die Vögel singen, die Kinder lachen.

Wenn deine strahlenden Augen wachen.

## Rezeption (Bücher, Hörbücher)
Bekannt wurde das Märchen durch die Veröffentlichung als Bilderbuch mit Illustrationen von Else Wenz-Viëtor, in der sich auch das vorangestellte Gedicht befindet. Von dieser Version erschienen im gleichen Verlag zahlreiche weitere Auflagen (u. a. 1949, 1981, 2004). Sie wurde in gekürzter Form auch als Pixibuch veröffentlicht. Die Beliebtheit der Geschichte zeigt sich in den vielen weiteren Ausgaben mit unterschiedlichen Illustrationen in bekannten Verlagen, oft mit weiteren Auflagen.
1988 erschien eine Übersetzung des Märchens ins Friesische. Eine französische Übersetzung unter dem Titel Jean-le-Mignot erschien 1995. 2013 erschien eine deutsch-englische Ausgabe mit der Übersetzung von  Susan R. Gruber als Kindle-Book Oft findet sich das Märchen auch in Sammelbänden mit Märchen für kleinere Kinder.
Daneben wurden zahlreiche Fassungen als Hörbücher mit bekannten Sprechern veröffentlicht, wie z. B. mit Hannelore Hoger oder Eduard Marks.

## Film
1956 lief der vom DEFA-Studio in der DDR produzierte Film „Der kleine Häwelmann“ an. Er wurde unter der Regie von Herbert K. Schulz und Rolf Cichon, die auch das Drehbuch geschrieben hatten, als animierter Puppentrickfilm gedreht. Die Musik schrieb Hans-Hendrik Wehding. Der in gedeckten Farben gedrehte Film gibt im Wesentlichen die Geschichte Storms wieder, wenn auch mit kleinen textlichen Veränderungen und einem  dahingehend pädagogisierendem Schluss, dass der kleine Häwelmann nun sicherlich nicht wieder so unfolgsam sein werde und mehr und mehr habe wolle, damit ihn alle wieder lieb haben könnten.

## Rezensionen
Über den plötzlichen Schluss bemerkte Emil Müller–Samswegen in einer Rezension zu Storms Novellenband In der Sommer-Mondnacht (1860):

„Das Kindermärchen „Der kleine Häwelmann“ endlich dürfte vollständig genügen, wenn der Schluß nur irgendeine Pointe böte. Den Helden indeß ins Wasser fallen zu lassen und sich dann an die Leser wenden und sagen: „Wären ich und du nicht gekommen und hätten den kleinen Häwelmann in unser Boot genommen, so hätte er doch leicht ertrinken können“: – das mag für Kinder ausreichen, scheint uns aber eine Methode, bei der man gar leicht zum Schreiben ins Blaue hinein gelangen kann.“

Rufina Wieners schrieb 2005 zum Buch aus der Sicht einer Kaufempfehlung als Kinderbuch, das Buch sei ein nostalgisches Buch, welches bei der Großelterngeneration beim Vorlesen Kindheitserinnerungen auslöse. Es habe einen großen Spannungsbogen:

„Die Auflösung kommt erst ganz zum Schluß: Gott sei Dank, es war alles nur ein (böser?) Traum und der kleine Häwelmann erwacht ganz strubbelig in seinem Rollenbett. Im Hinblick auf die Freiräume der Erziehung von heute kann man aufatmend sagen, dass unseren Kindern solche »Alpträume«; erspart bleiben. Diese Hintergründe bleiben dem kleinen Zuhörer auch wohl erspart und sind wohl auch schwer verständlich.“

Heute sei man bemüht, die Kinder realitätsnah zu erziehen, deshalb müsse man sich klarmachen, dass das Buch ein Märchen sei. Märchen entwickelten Fantasie und sollten gleichzeitig lehren, zwischen Realität und Fantasie zu unterscheiden. Dies sei die Botschaft dieses Märchens.
Monika Osberghaus konstatierte 2006, dass das Buch, obwohl es seit 150 Jahren durchgängig viel gelesen werde und ein Longseller sei, zu den Stiefkindern der Literaturwissenschaft gehöre, weil es durch alle literaturwissenschaftlichen Raster falle. Sie bezeichnet als das Elementare an dieser Geschichte, welches durch die Illustrationen von Wenz-Vietor hervorgehoben werde

„die Dunkelheit des großen Verlassenheitsgefühls. die naiv-strahlende Großartigkeit des kleinen Herrschers und Eroberers, die Milde des Mondes, der Reinfall am Schluss, und, sehr wichtig, das Aufgefangenwerden durch das überraschende Erzähl-Ende.“